# Sisto Gillarduzzi
Sisto Gillarduzzi (1908-1989) fue un deportista italiano que compitió en bobsleigh. Ganó una medalla de plata en el Campeonato Mundial de Bobsleigh de 1937, en la prueba doble.

## Palmarés internacional
| Campeonato Mundial | Campeonato Mundial         | Campeonato Mundial | Campeonato Mundial |
| Año                | Lugar                      | Medalla            | Prueba             |
| ------------------ | -------------------------- | ------------------ | ------------------ |
| 1937               | Cortina d'Ampezzo (Italia) | Medalla de plata   | Doble              |